# James Crawford (Skirennläufer)
James „Jack“ Crawford (* 3. Mai 1997 in Toronto, Ontario) ist ein kanadischer Skirennläufer, der vor allem in den Disziplinen Abfahrt und Super-G erfolgreich ist. Er ist der Bruder der Skirennläuferin Candace Crawford und der Neffe von Judy Crawford.

## Biografie
Crawford stammt aus Toronto und zog in seiner Jugend nach Whistler in der Provinz British Columbia, um seine Karriere voranzutreiben. Als 16-Jähriger nahm er ab Dezember 2013 an FIS-Rennen teil und konnte in Panorama bereits bei seinem zweiten Einsatz einen Sieg feiern. Im Februar 2014 wurde er kanadischer Riesenslalom-Juniorenmeister. Am 11. März 2014 folgte sein Debüt im Nor-Am Cup, wobei er mit Platz 14 im Riesenslalom von Nakiska auf Anhieb in die Punkteränge fuhr. Der erste Podestplatz im Nor-Am Cup gelang Crawford am 17. Dezember 2015 (Platz 2 im Slalom von Panorama), der erste Sieg am 12. Februar 2016 in der Kombination am Whiteface Mountain. Bei den Juniorenweltmeisterschaften 2016 in Sotschi gewann er die Silbermedaille im Super-G. Im Nor-Am Cup 2015/16 belegte er den zweiten Rang in der Gesamtwertung und den dritten Rang in der Super-G-Wertung.
Erstmals im Weltcup startete Crawford am 22. Januar 2016, wobei er im Super-G auf der Streif in Kitzbühel nicht ins Ziel kam. Im Nor-Am Cup 2016/17 erzielte er drei Podestplätze, womit er in der Super-G-Wertung den zweiten und in der Gesamtwertung den dritten Platz belegte. Bei den Juniorenweltmeisterschaften 2016 in Åre gewann er die Goldmedaille im Mannschaftswettbewerb, hinzu kamen zwei vierte Plätze. Aufgrund konstant guter Leistungen wurde er für die Olympischen Winterspiele 2018 in Pyeongchang nominiert; dort belegte er in der Kombination den 20. und im Riesenslalom den 29. Platz. Gegen Saisonende siegte er viermal im Nor-Am Cup 2017/18; damit entschied er die Abfahrts- und die Super-G-Wertung für sich, während er den Sieg in der Gesamtwertung um nur sechs Punkte verpasste.
Seine ersten Weltcuppunkte errang Crawford am 25. November 2018 mit Platz 27 im Super-G von Lake Louise. Bei den Weltmeisterschaften 2021 fuhr er in der Alpinen Kombination überraschend auf den vierten Platz und verpasste nur knapp die Bronzemedaille. Der Gewinn ebendieser gelang ihm ein Jahr später im Rahmen der Olympischen Spiele von Peking, nachdem er in der Abfahrt ein paar Tage zuvor bereits Vierter geworden war. Seine erste Weltcup-Podestplatzierung erreichte er am 6. März 2022 mit Platz zwei im Super-G von Kvitfjell.
Bei den Skiweltmeisterschaften 2023 gewann Crawford in Courchevel überraschend die Goldmedaille im Super-G, eine Hundertstelsekunde vor dem Norweger Aleksander Aamodt Kilde. Im Verlauf der bisherigen Saison war Crawford zwar relativ konstant in den ersten 15 klassiert gewesen, jedoch war er nicht über einen sechsten Platz hinausgekommen.
Am 25. Januar 2025 konnte Crawford im Rahmen der Hahnenkammrennen mit dem Sieg in der Abfahrt auf der Streif in Kitzbühel seinen ersten Weltcupsieg feiern.

## Erfolge

### Olympische Spiele
- Pyeongchang 2018: 20. Kombination, 29. Riesenslalom
- Peking 2022: 3. Kombination, 4. Abfahrt, 6. Super-G

### Weltmeisterschaften
- Åre 2019: 36. Super-G
- Cortina d’Ampezzo 2021: 4. Alpine Kombination, 14. Super-G, 21. Abfahrt
- Courchevel/Méribel 2023: 1. Super-G, 5. Abfahrt
- Saalbach-Hinterglemm 2025: 23. Abfahrt, 27. Super-G

### Weltcup
- 6 Podestplätze, davon 1 Sieg:

| Datum           | Ort       | Land       | Disziplin |
| --------------- | --------- | ---------- | --------- |
| 25. Januar 2025 | Kitzbühel | Österreich | Abfahrt   |

### Weltcupwertungen
| Saison  | Gesamt | Gesamt | Abfahrt | Abfahrt | Super-G | Super-G | Riesenslalom | Riesenslalom |
| Saison  | Platz  | Punkte | Platz   | Punkte  | Platz   | Punkte  | Platz        | Punkte       |
| ------- | ------ | ------ | ------- | ------- | ------- | ------- | ------------ | ------------ |
| 2018/19 | 150.   | 4      | –       | –       | 54.     | 4       | –            | –            |
| 2019/20 | 97.    | 53     | –       | –       | 22.     | 53      | –            | –            |
| 2020/21 | 82.    | 72     | 51.     | 8       | 24.     | 64      | –            | –            |
| 2021/22 | 14.    | 396    | 16.     | 170     | 5.      | 226     | –            | –            |
| 2022/23 | 12.    | 462    | 5.      | 326     | 19.     | 130     | 54.          | 6            |
| 2023/24 | 23.    | 311    | 13.     | 152     | 12.     | 144     | 41.          | 15           |
| 2024/25 | 13.    | 468    | 5.      | 270     | 11.     | 198     | -            | -            |

### Nor-Am Cup
- Saison 2015/16: 2. Gesamtwertung, 3. Super-G Wertung, 7. Riesenslalomwertung, 10. Slalomwertung, 2. Kombinationswertung
- Saison 2016/17: 3. Gesamtwertung, 2. Super-G Wertung, 7. Riesenslalomwertung, 6. Kombinationswertung
- Saison 2017/18: 2. Gesamtwertung, 1. Abfahrtswertung, 1. Super-G-Wertung, 2. Kombinationswertung, 10. Riesenslalomwertung
- Saison 2018/19: 1. Abfahrtswertung, 10. Super-G-Wertung
- Saison 2019/20: 9. Super-G-Wertung
- 18 Podestplätze, davon 9 Siege:

| Datum             | Ort                | Land   | Disziplin   |
| ----------------- | ------------------ | ------ | ----------- |
| 12. Februar 2016  | Whiteface Mountain | USA    | Kombination |
| 12. Februar 2016  | Whiteface Mountain | USA    | Super-G     |
| 28. Februar 2018  | Copper Mountain    | USA    | Abfahrt     |
| 16. März 2018     | Kimberley          | Kanada | Super-G     |
| 16. März 2018     | Kimberley          | Kanada | Kombination |
| 18. März 2018     | Kimberley          | Kanada | Super-G     |
| 5. Dezember 2018  | Lake Louise        | Kanada | Abfahrt     |
| 6. Dezember 2018  | Lake Louise        | Kanada | Abfahrt     |
| 13. Dezember 2019 | Lake Louise        | Kanada | Super-G     |

### Europacup
- 1 Sieg:

| Datum           | Ort                  | Land       | Disziplin |
| --------------- | -------------------- | ---------- | --------- |
| 25. Januar 2022 | Saalbach-Hinterglemm | Österreich | Abfahrt   |

### Juniorenweltmeisterschaft
- Hafjell 2015: 30. Abfahrt, 41. Riesenslalom
- Sotschi 2016: 2. Super-G, 5. Riesenslalom, 5. Slalom, 5. Kombination, 14. Abfahrt
- Åre 2017: 1. Mannschaftswettbewerb, 4. Abfahrt, 4. Riesenslalom

### Weitere Erfolge
- 1 kanadischer Meistertitel (Super-G 2019)
- 5 Siege in FIS-Rennen
- 1 kanadischer Juniorenmeistertitel (Riesenslalom 2014)